# Coll dels Llengots
El Coll dels Llengots, (dit també Collet dels Llengots, és una collada de la Serra dels Bastets (Vall de Lord (Solsonès)) situada al municipi de Guixers, a 1.053,1 m. d'altitud.
Enllaça el Tossal de Trasserra, al sud, amb el Tossal del Bisbe (als Llengots), al nord. Separa el Clot dels Llengots, a llevant, del Clot de la Valiella, a ponent.

## Accessos

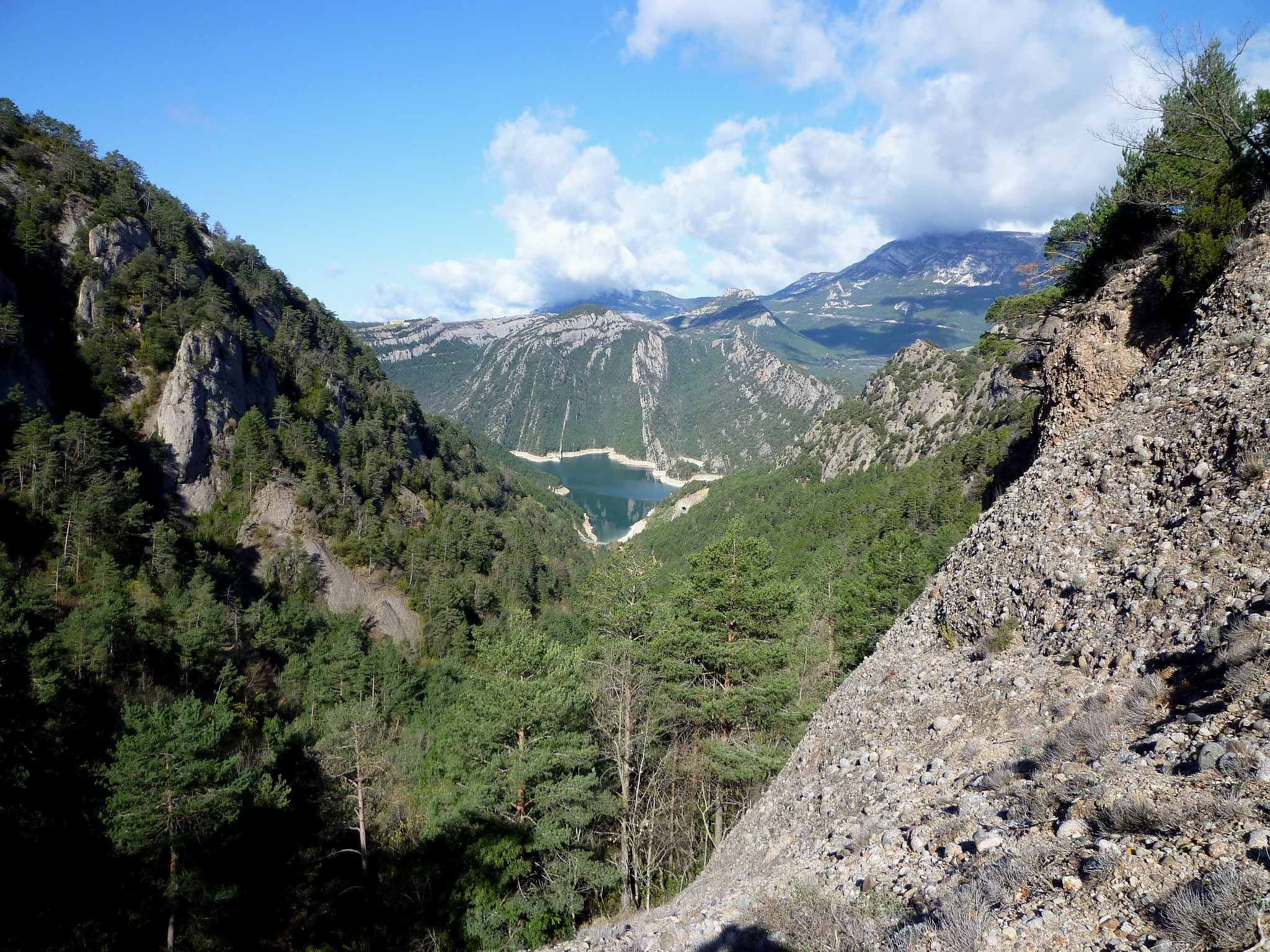
Vessant occidental del Coll dels Llengots (Vall de la Valiella)

Hi puja una pista forestal molt precària que s'inicia a la carretera de la Llosa del Cavall, just on creua la rasa de la Valiella. Passat el coll, la pista continua pel Clot dels Llengots i el Coll de la Maçana fins al Clot de la Maçana, on es converteix en un sender que, després de passar pel Coll de Vera, mena a Valielles de Busa. Constitueix la clàssica ruta transversal de la Serra dels Bastets. S'hi puja, també, per un sender que surt de l'enrunada masia de la Valiella de Llengots i ressegueix la base de la cinglera de la solana fins al coll.
Un corriol de molt mala petja permet pujar al coll i masia de Trasserra, al sud, superant el fort desnivell de la cresta de conglomerat que els separa. Als llocs més exposats s'hi han instal·lat cordinos d'ajuda (molt necessaris). No s'aconsella el pas a qui no hi estigui avesat.